# Egri Oszkár (festőművész)
Egri Oszkár, született Ellenbogen Oszkár (Boldogkőváralja, 1917. május 31. – 1982. december 25.) festőművész, gépészmérnök.

## Tanulmányai
Már ifjú korában kiderült, hogy remek műszaki érzéke van, és különféle technikai újításokon, találmányokon dolgozott már középiskolás korában. Tanulmányi versenyeket nyert, és csipkebogyó-hámozó és -tisztító szerkezetét a Magyar Királyi Kémiai Intézet is elismeréssel nyugtázta. Hála ezeknek a pozitív tényezőknek, a numerus clausus ellenére minden további nélkül felvételt nyert a Budapesti Műszaki és Gazdaságtudományi Egyetemre. Egyetemi tanulmányait igyekezett a legjobb eredménnyel elvégezni, amit azonban kétszer is megszakított munkaszolgálatra történő behívása. Őmaga túlélte a háború borzalmait, de összes rokona – László öccse kivételével – meghalt a második világháborúban. A háború után mérnökként helyezkedett el, és ismét igyekezett újításokkal, találmányokkal segíteni az újjáépülő országban.

## Családja
Édesapja dr. Ellenbogen Ignác sümegi főrabbi, édesanyja Reschofszky Szerénke, testvére dr. Egri László főállatorvos, nagybátyja dr. Reschofszky Artur tanár, losonci anyakönyvvezető főrabbi, anyai nagyanyja Fuchs Lea Lotti (közeli rokona volt William Fox, a 20th Century Studios filmvállalat megalapítója).
1949-ben ismerkedett meg munkahelyén leendő feleségével, akivel 1950-ben kötöttek házasságot, egy fia született, Egri Oszkár (később dr. Egri Oszkár ügyvéd. Családját imádta, különösen a haláltáborból visszatért László öccsét féltette szerető gonddal. Karakterére leginkább az aszkétizmus, az elvonulás és befelé fordulás volt jellemző, ami a háborúban őt ért borzalmak következménye volt. Megvetette a politizálást, a látható társadalmi összefonódásokat. Nem volt vallásos, és a pártok által kínált kapcsolati rendszereket is kerülte.

## Művészete
Az 1950-es évek közepe táján őt ért szakmai csalódások következtében egyre inkább a fiatal kora óta benne rejlő rajztehetséget és festői ambíciókat helyezte előtérbe, és próbálta kihasználni. Úgy gondolta, hogy a szellem, a tudomány és az érzelmek leginkább egy képzőművészeti alkotásban, egy festményben tudnak úgy megjelenni, hogy ne kelljen embereket, emberi magatartásokat ábrázolni külön, mégis megörökítésre kerüljenek a világ jelenségei. Ugyanakkor békét és lelki nyugalmat is talált festészetének kiteljesítésében. Ez a percepció vezette abban, hogy környezetében, a tájképekben, a fákban, vizekben és természeti jelenségek megörökítésében kereste és találta meg ennek kifejezését. Ezek visszaigazolódnak műveiben, az általa alkotott több száz festményben, amelyek közül százegynéhány meg is maradt a család birtokában. Számos festménye került külföldre, ismerősök, barátok, vásárlók tulajdonába, ám ezekről lista nem maradt fenn. Néha egy-egy külföldi aukción lehet találkozni festményeivel, amelyek alacsony áron kerülnek eladásra.

Életének már említett törései egészségét sem hagyták érintetlenül, az 1970-es évek elején két szívinfarktuson esett át, amelyek következtében leszázalékolt, rokkantnyugdíjba került. Ezt követően már valóban csak legszűkebb környezetét festette. Tevékenysége során több technikát is kipróbált. Ilyenek voltak például spaklival vagy durva ecsettel történő festés, de végtelen türelemmel néhány pointilista alkotást is létrehozott. Szerénységére jellemző, hogy azokat a festményeket, amelyeket saját szemszögéből nézve nem tartott minden igényt kielégítőnek, nem is szignálta. Anyagi lehetőségei hiányában gyakorta nem vászonra, hanem valahonnan összeszedett, „örökölt” falapokra festette műveit. Két festőkazettája volt, amelyekkel kiült a természetbe festeni. Ezeknek a kazettáknak a mérete határozta meg legtöbbször az alkotások méretét. A festékek vonatkozásában azonban kérlelhetetlen volt. Inkább várt hetekig vagy egy-két hónapig, hogy összegyűljön annyi pénz, amiből a drága, de jó minőségű művészfestékeket megvásárolhatta. Ha vászonra festett, a vakrámát is maga eszkábálta össze. Díszes keretre azonban már nem futotta, így festői hagyatékának jó része mappákba, tartókba simítva várakozott, már ami a család birtokában megmaradt. Ezeket a későbbiekben fia igyekezett restauráltatni és keretekbe elhelyezve megőrizni.